# 十日間戦争
十日間戦争（とおかかんせんそう）またはスロベニア独立戦争（スロベニア語: Slovenska osamosvojitvena vojna）は、1991年、スロベニアの独立宣言を受けてユーゴスラビア連邦軍が、スロベニアに侵攻して展開された戦闘である。この戦闘自体は1991年6月27日から10日間程度で終結したが、この戦争が泥沼化するユーゴスラビア紛争の嚆矢になった。
スロベニア自体は独立反対派の急先鋒であったセルビアと直接国境を接しておらず、スロベニアとセルビアの間にあったクロアチアも同時に独立を宣言したため、セルビアの戦闘継続能力が削がれた事と、スロベニア国内にセルビア側に加担する動きが皆無だった事がこの戦争の短期間での終結に繋がった。

## 背景
当時のスロベニアの特徴としてユーゴスラビア構成国の中では最も高い経済水準、そして民族の均一度の高さがあった。また1980年代以降ユーゴスラビア全土に広まったナショナリズムの傾向も背後にあった。

### 経済水準の高さ
スロベニアは現在でも経済水準の高い国である。ユーゴスラビアから独立した当時、ユーゴスラビアの総人口の10%を少し切る程度の人口しか無かったスロベニアであるが、共和国別で見た雇用、所得、輸出の数値はユーゴスラビアの中で最も高く、最も経済水準の低いマケドニア共和国とスロベニアの間の国内の経済格差は8倍程度あったといわれている。
また、スロベニアは2004年5月1日に旧ユーゴスラビア構成国の先陣を切ってヨーロッパ連合（EU）に加盟したが、この時一緒に加盟した東欧7ヶ国とマルタ、キプロスと比べても、国民一人あたりの国内総生産はこれらの国の中でトップであった。又EU加盟時点での一人あたりの国内総生産で比べた場合、スペイン・キプロス・ギリシャに準じ、すでにポルトガルと同等であった。これは旧東欧諸国の中でも目を見張る経済成長の速さで、ユーゴスラビアから独立したときからこの経済成長の土壌が整っていた事を現している。この事からもスロベニアの経済水準の高さを窺い知ることが出来るであろう。
このように経済水準が高かった背景には、地理的にオーストリア、イタリア(特に北イタリア)に接しており、ユーゴスラビアの中でも最も西ヨーロッパに近く、当時から西側との経済交流が盛んであった事。勤勉を尊ぶ文化が醸成されていたこと。この2つがあげられる。特に勤勉を尊ぶ文化については、スロベニアはオーストリア・ハンガリー帝国内ではハンガリー王冠領ではなくオーストリア帝冠領（ツィスライタニエン）に属しており、当時から勤勉を尊ぶドイツの文化等がオーストリアから流れ込んできていたことが挙げられる。スロベニア語は当時からあったが、地域によってはドイツ語を話すスロベニア人の方が多かった地域もある。これらの地域の中には第一次世界大戦後、住民投票によってオーストリア領に編入された地域もある。スロベニア人は現在でもドイツ語とのバイリンガルが極めて多い。彼らがドイツ語を理解することもスロベニアの経済成長の一助となっている。
つまりスロベニアは、「ユーゴスラビアにおいては、政治の中心はベオグラードにあってセルビア人が主導しているが、経済はスロベニアが牽引している。スロベニア1国だけだともっと経済水準を上げられるのに、セルビアやマケドニアが足を引っ張っている。彼らと一緒の国の中にあるよりも、独立して西側と経済的な結びつきを深めたほうが得だ」と考えたのである。

### 民族的な均一性
スロベニアはユーゴスラビア構成国の中でも最も民族の均一性が高い国であった（現在もそうである）。スロベニアにおけるスロベニア人の割合は90%以上であると見られている。これはクロアチアにおけるクロアチア人の割合が75%程度、セルビアにおけるセルビア人の割合が65%程度だった事を考えると極めて高い水準であったと言える。またセルビアは次々とユーゴスラビアから独立を宣言する国に対して、その国のセルビア人保護を名目に介入していったが、スロベニアにはセルビア人が3%程度しかいなかった。これはセルビア人が国内の10%以上の人口を占め、彼らがクロアチア紛争のキーマンとまでなったクロアチアの場合と比べてみても大きな違いであるといえる。ましてやボスニア・ヘルツェゴビナの様に、国内の諸民族（セルビア人、クロアチア人、ムスリム人）のどれ一つとして過半数を得られなかったケースと比べてみれば雲泥の差であると言える。
上記とも関連するが、スロベニアは旧ユーゴスラビアを構成する民族の民族統一主義（大クロアチア主義・大セルビア主義・大アルバニア主義の3つ）の全てから自民族の勢力圏とは見なされず無視されていた。このため戦争当時のユーゴスラビアの主導権を握っていたセルビア人にとってはスロベニアの独立阻止に固執する動機が薄く、クロアチア人にとっても自民族の勢力圏ではないことからスロベニア相手の軍事行動を起こす理由を見いだせなかった。
民族的な均一性の高さは、スロベニア人として国内世論を纏め上げるのに大きなアドバンテージとなった。戦争がはじまってからも、国内の非主流派勢力であるセルビア人を中心とするユーゴスラビア軍は積極的に支援されず、結果として戦闘が短期間で終わった要因ともなっている。

### ナショナリズムの隆盛
1980年代になるとセルビアにスロボダン・ミロシェヴィッチが登場した。ミロシェヴィッチは1974年に制定されたユーゴスラビアを構成するセルビア、クロアチア、スロベニア、マケドニア、ボスニア・ヘルツェゴビナ、モンテネグロの6共和国とコソボ、ヴォイヴォディナの2つの自治州を等しく扱い、その自治を大幅に認める憲法を激しく糾弾した。ミロシェヴィッチの主張は「74年憲法はユーゴスラビアを解体するものであり、ベオグラードの連邦政府主導によってユーゴスラビアの結束を図らねばならない」というものであった。ベオグラード主導ということはセルビア人主導と言う意味であり、ミロシェヴィッチはセルビア人のナショナリズムを扇動したわけである。
これに反発する形で、セルビア人以外の民族に反セルビアという形でのナショナリズムの動きが現れた。この中でも特にこの傾向が強かったのはクロアチア人、スロベニア人、そしてコソボのアルバニア人である。特にユーゴスラビア末期の1980年代末にはコソボの分離傾向は抜き差しならない状態に陥っていた。この件に関しての詳細はコソボ紛争の項目に譲るが、これに後押しされる形で、クロアチア、スロベニアでもユーゴスラビアからの分離独立を目指す動きが活発になった。

#### ヤンシャ事件
このようにユーゴスラビアの各民族の間でナショナリズムの隆盛が大きなムーブメントとなりつつあった1988年、スロベニアのナショナリズムを大きく扇動する事件が起こった。これが「ヤンシャ事件」である。
経済の項で触れた通り、スロベニアはユーゴスラビアの中でももっとも西ヨーロッパに近い地域であった。そのため西側との経済交流が促進されたが、経済だけでなく政治的にも西側の影響を強く受けた。そのため、旧東欧では政治的に自由な発言をすることはタブーな地域がほとんどであったが、例外的にスロベニアでは自由な発言が許される風潮ができており、やがて反体制的（反ベオグラード的）知識人が中心となった言論活動も展開されていった。そんな中、後のスロベニア共和国首相で、当時この言論活動で発行されていたスロベニア青年同盟機関紙「ムラディーナ」誌のジャーナリストであったヤネス・ヤンシャが逮捕された一連の事件をヤンシャ事件という。ヤンシャは、掲載記事がユーゴスラビア軍の軍事機密を暴露しているとして、軍事機密漏洩罪で逮捕されたが、ヤンシャ自身が反セルビアの急先鋒であったため、この逮捕自体がスロベニア人の反感を生んだ。しかも彼の裁判がスロベニア語ではなくセルビア・クロアチア語で行われた事が一層の反感を招いた。この事件以降、スロベニアは一層反セルビア色を明確にしていく事になった。

## 東欧革命の影響
1989年、旧東欧の共産主義政党が連鎖反応的に倒壊すると（東欧革命）、その影響はユーゴスラビアにも波及した。1989年初頭、スロベニア、クロアチアでは非ユーゴスラビア共産主義者同盟系の政党の設立が認められた。1990年には複数政党制による自由選挙の実施が決定した。スロベニアでは同年4月に複数政党制による自由選挙が実施され、ユーゴスラビア共産主義者同盟系のスロベニア共産主義者同盟が大敗し、スロベニア・ナショナリズム色の強い中道右派連合が台頭した。
この頃になると、ユーゴスラビアはもはや「連邦」としての体を成しているとは言いがたい状況になってきた。ユーゴスラビアを構成する各国が独自の思惑によってユーゴスラビアの将来像を語るようになってきたのである。1990年10月、スロベニアはクロアチアと共同で「国家連合モデル」という新しいユーゴスラビア像の提案を行った。この提案は、ユーゴスラビアをいわば「ミニEC」化するもので（ECはEUの前身。当時EUは未成立）、各国に主権を認め、経済分野や軍事分野に関しては同じ方向性を決めていくというものだった。しかし、この提案は自由選挙でもユーゴスラビア共産主義者同盟系の政党が勝利したセルビアとモンテネグロによって退けられてしまう。
この結果、スロベニアとクロアチアではユーゴスラビアからの分離独立は避けられないという流れが決定的となり、翌1991年6月25日、両国は同時に独立を宣言した。

## 十日間戦争

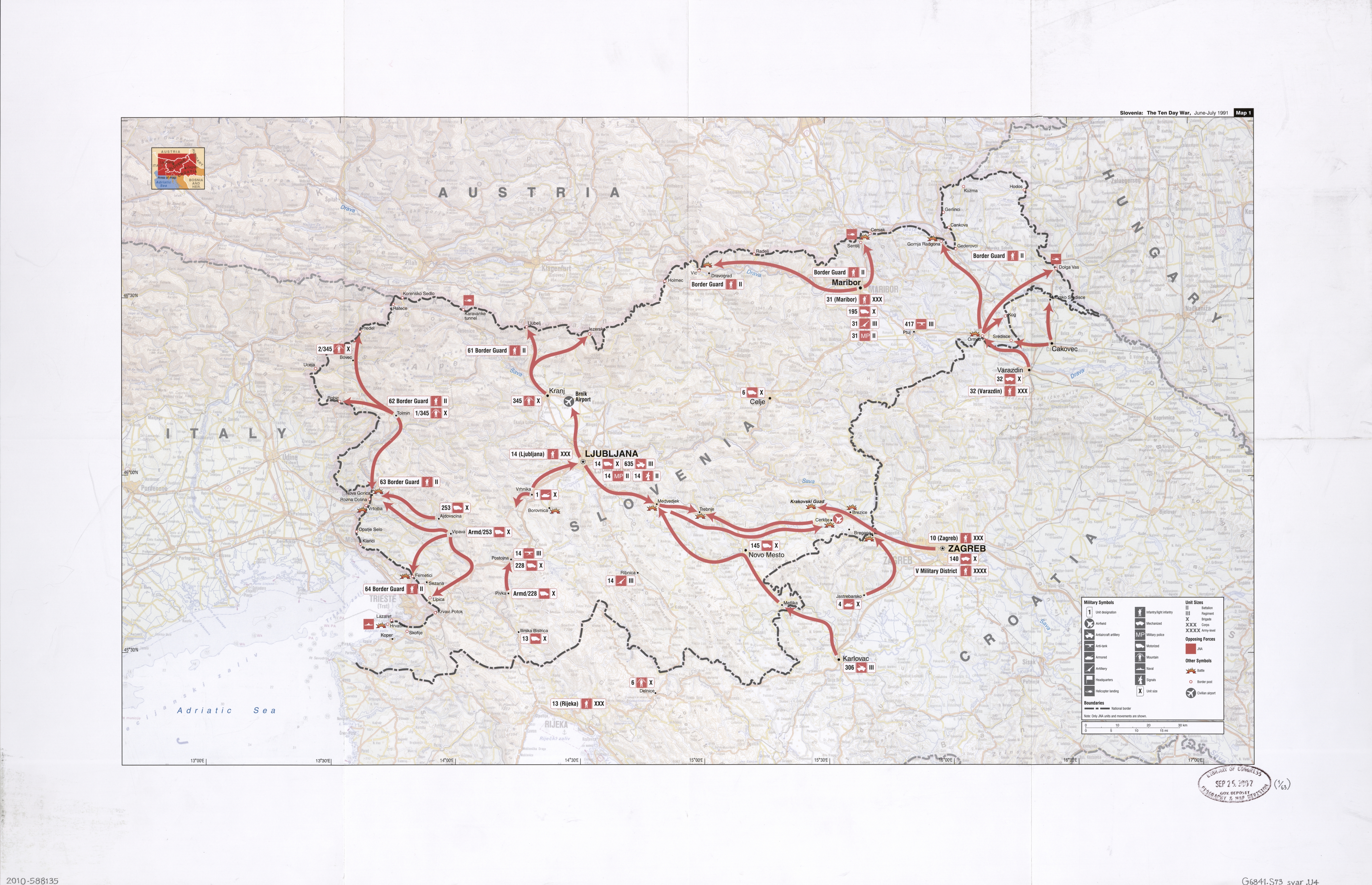
ユーゴスラビア連邦軍の進攻経路

6月25日、スロベニアがユーゴスラビアからの独立を宣言した。この時点ではセルビアが主導するユーゴスラビア連邦軍がどのように出てくるかは不明だったが、スロベニア・クロアチア国境付近を中心として緊張が高まり、スロベニア地域防衛軍（チトー時代に各地域に連邦軍とは別個におかれた防衛隊。非同盟主義のユーゴスラビアは特にソ連からの侵攻を想定して、全民衆防衛構想のもと、このような地域防衛軍を組織して武器を配布していた。）が展開された。スロベニア地域防衛軍は奇襲により連邦軍が管理する各地の国境検問所を奪取した。この事件が、連邦軍が独立運動介入に及ぶ直接的な原因となった。
6月26日、スロベニアで独立式典が行われた。ユーゴスラビア連邦軍も展開したが、この日は大規模な衝突にはならなかった。
6月27日、ユーゴスラビア連邦軍が大規模な侵攻を開始した。イタリア、オーストリア、クロアチアとスロベニアの国境付近、スロベニア国内の軍事基地周辺、空港などを中心として、各地で戦闘が始まった。
以降7月初頭まで、各地で散発的に戦闘が行われた。しかし、クロアチアも同時に独立を宣言したことによって、スロベニアに国境を接しないセルビアから軍隊を派遣することは難しかった。また、スロベニアはユーゴスラビア連邦軍のライフラインを寸断する作戦に出たため、補給が困難になった。スロベニア国内にユーゴスラビア連邦軍に荷担する動きが全く見られなかったことも、スロベニアに有利に働いた。さらに、情報戦によって、独立しようとしているスロベニアに待ったをかけるセルビアが一方的に悪者とされたため、ヨーロッパから非難を浴びることを恐れたユーゴスラビアは、7月2日になると一部の部隊の撤退を決定した。
7月7日、ユーゴスラビア連邦共和国とスロベニア共和国の間で合意が成立し、ユーゴスラビア連邦軍はスロベニアから完全に撤退した。
7月8日、スロベニア政府は勝利宣言をした。

## 事件の影響
スロベニアはこの戦争の勝利によって独立を勝ち取り、念願の経済主権を手に入れた。スロベニアの経済は、従来の市場であったユーゴスラビアを失ったことで独立直後は一時的に落ち込んだが、西ヨーロッパに積極的に進出することで大成長を遂げた。95年には先進国の目安とも言われる一人あたりの国内総生産10,000ドルを突破した。現在ではクロアチアやセルビアなどへのスロベニア資本の進出が活発化している。2004年には旧ユーゴスラビア構成国の先陣を切ってEUに加盟した。同時に加盟したチェコ、スロバキア、ハンガリー、ポーランドなどと比べても高い経済水準を維持しており、2007年1月1日にはユーロへの通貨統合が行われた。
スロベニアは、ユーゴスラビアから分離独立した最初の国となった。クロアチアの独立は承認されなかったため戦闘が続いたが、それでも独立を認めた先例を作ったことは大きく、後に独立の動きが少なかったボスニア・ヘルツェゴビナやマケドニアでも分離独立の傾向が強まる理由の一つになった。
なおスロベニアに侵攻したユーゴスラビア連邦軍の司令官コンラッド・コルシェクはスロベニア人だった。このためスロベニアにて反逆罪で起訴されたがコルシェクは1999年にスロベニアに戻り、法廷闘争の末に勝利する。にもかかわらずスロベニア政府はコルシェクに対する軍人恩給の支給を拒否したため、最高評議会に対し基本的人権が侵害されていると訴えたが、スロベニア国内のマスコミからは攻撃を受け続けた。